# Musée d'Art de Lillehammer
Le musée d'Art de Lillehammer (en norvégien : Lillehammer kunstmuseum) est un musée d'art situé à Lillehammer, en Norvège. Durant les Jeux olympiques d'hiver de 1994, le musée a accueilli certains événements non-sportifs.